# Kurena Ikeda
Kurena Ikeda (jap. 池田紅 Ikeda Kurena; ur. 17 listopada 2002) – japońska judoczka. 
Brązowa medalistka mistrzostw świata w 2025. Złota medalistka mistrzostw Azji w 2025. Trzecia na mistrzostwach kraju w 2025 roku.